# Лоуренс Вайнгартен
Лоуренс Вайнгартен (англ. Lawrence Weingarten; 30 грудня 1897 — 5 лютого 1975) — американський кінопродюсер Metro-Goldwyn-Mayer. Він отримав премію Ірвінга Тальберг в 1974 році. Вайнгартен помер від лейкемії в 1975 році у віці 77 років.

## Вибрана фільмографія
- Бродвейська мелодія / The Broadway Melody (1929)
- Тротуари Нью-Йорка / Sidewalks of New York (1931)
- Седі Мак-Кі / Sadie McKee (1934)
- Єпископ погано поводиться / The Bishop Misbehaves (1935)
- Рандеву / Rendezvous (1935)
- Оббрехана / Libeled Lady (1936)
- День на скачках / A Day at the Races (1937)
- Я беру цю жінку / I Take This Woman (1940)
- Я люблю тебе знову / I Love You Again (1940)
- Ребро Адама / Adam's Rib (1949)
- Запрошення / Invitation (1952)
- Пет і Майк / Pat and Mike (1952)
- Актриса / The Actress (1953)
- Рапсодія / Rhapsody (1954)
- Я буду плакати завтра / I'll Cry Tomorrow (1955)
- Кішка на гарячому бляшаному даху / Cat on a Hot Tin Roof (1958)
- Машина медового місяця / The Honeymoon Machine (1961)
- Період адаптації / Period of Adjustment (1962)